# FDTD

Exemple d'aplicació en equacions de Maxwell, vistes 2D (a,b) i vista 3D (c).

FDTD (acrònim anglès de Finite-difference method in the time domain, mètode de les diferències finites al domini del temps) és un algorisme matemàtic que permet resoldre equacions diferencials temporals. S'empra normalment dins l'àmbit de l'electromagnetisme per a solucionar les equacions de Maxwell. Aquest mètode va ser proposat per Kane S. Yee l'any 1966.
Exemple de resolució d'equació diferencial i la implementació en llenguatge Python.
Exemple de programari que empren aquest mètode: 
| Nom del programari       | Tipus      | Mètode | Aplicacions              |
| ------------------------ | ---------- | ------ | ------------------------ |
| openEMS                  | obert      | FDTD   | camps electromagnètics   |
| LUMERICAL                | propietari | FDTD   | dispositius nanofotònics |
| acceleware               | propietari | FDTD   | camps electromagnètics   |
| FDTD++                   | obert      | FDTD   | genèric                  |
| XFdtd                    | propietari | FDTD   | camps electromagnètics   |
| VsimEM                   | propietari | FDTD   | camps electromagnètics   |
| FullWAVE                 | propietari | FDTD   | estructures fotòniques   |
| OmniSim                  | propietari | FDTD   | estructures òptiques     |
| Python 3D FDTD Simulator | obert      | FDTD   | camps electromagnètics   |